# Jack Mercer
Jack Mercer (ur. 13 stycznia 1910 w Nowym Jorku, zm. 4 grudnia 1984 w Queens) – amerykański animator, scenarzysta oraz aktor głosowy. Podkładał głos m.in. głos głównego bohatera w serialu animowanym Popeye.
Zmarł 4 grudnia 1984. Przyczyną śmierci był rak żołądka.